# Gare d'Orillia du Grand Tronc
La gare d’Orillia, à Orillia, en Ontario, est une ancienne gare ferroviaire du Canadien National. La gare est un bâtiment de brique brune à étage unique avec un toit de caractère situé au 150, rue Front Sud, entre le lac Simcoe et le centre de la ville,.

## Situation ferroviaire
La gare se situait sur la ligne du Grand Tronc, prolongée d'Allandale à Orillia en 1870-1871. Elle voit le premier train d'Allendale arrivant à la ville d'Orillia en décembre 1871; la ligne ouvre officiellement ses portes en avril 1872. La gare se trouvait à la jonction de deux subdivisions du chemin de fer: au mile 42,67 de la subdivision de Midland et au mile 86,26 de la subdivision de Newmarket du Grand Tronc .
La ligne du CNR sera abandonnée entre Orillia et Uhthoff en 1995 et rails sont levés entre Orillia et Midland en 1996.

## Histoire

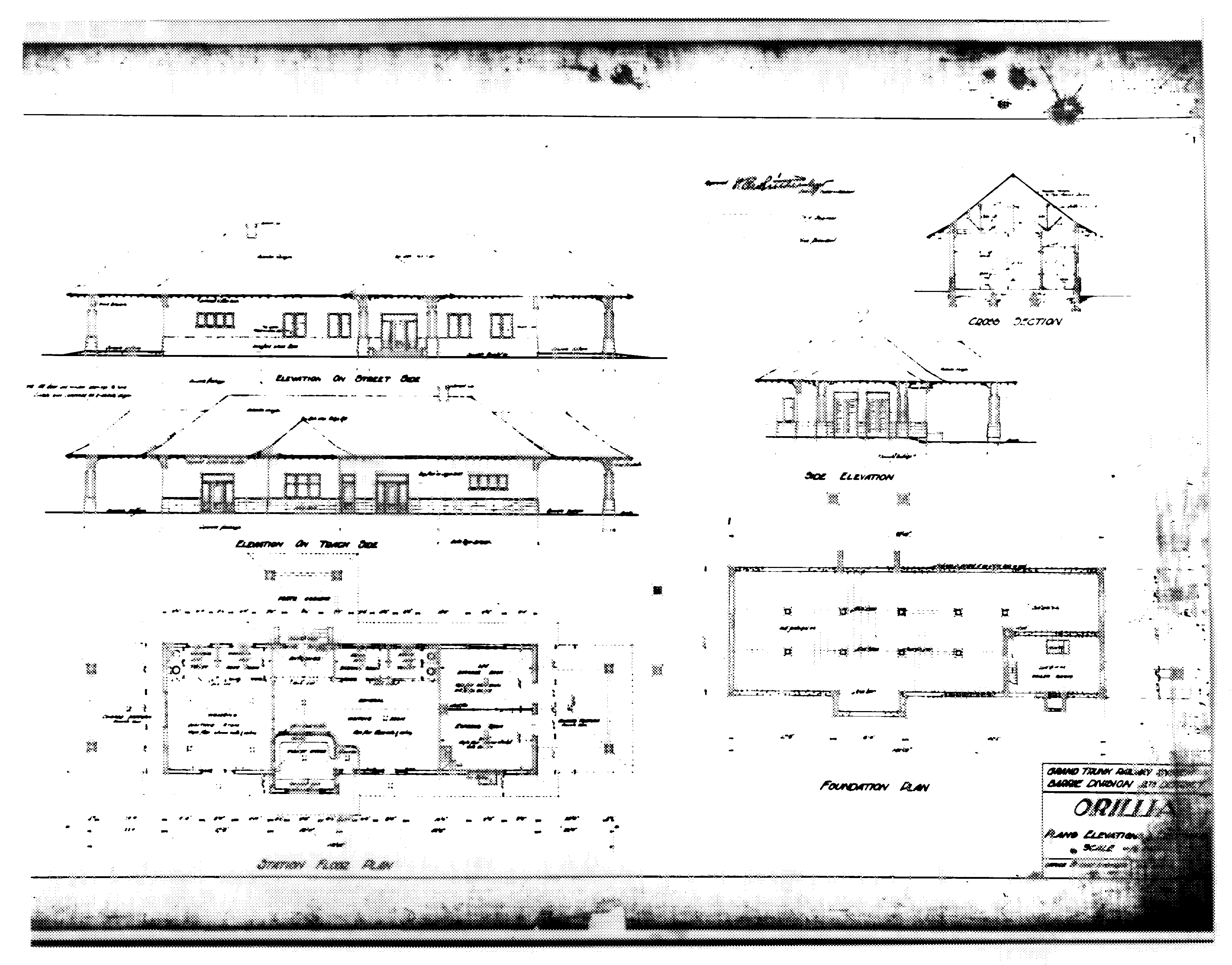
Plan de la gare, Service des ingénieurs du Grand Tronc, datant de 1917, signé par H.E. Whittenberger, surintendant de la Division de Barrie.

La gare du Grand Tronc était construite en 1917, en remplacement pour une autre gare qui a brûlé au sol le 1er mars 1916. Malgré les inconvénients impliqués, les pénuries de guerre ont retardé l'approbation pour la construction de la nouvelle gare. Le GT n'a pas commencé la construction de la nouvelle gare qu'à l'été 1917 et n'a pas ouvert la nouvelle gare jusqu'à la fin de décembre 1917. La nouvelle gare sera construite sur l'emplacement de l'ancienne qui avait brûlé. Elle servira non seulement la ville d’Orillia mais aussi le Camp Borden. Pendant les deux guerres mondiales, elle sert comme un lien de transport et de communication vitale emmenant des hommes et du matériel de tout coins du pays.
Le dernier train de Via Rail quitte la gare le 21 septembre 1996 et la gare ferme le lendemain.

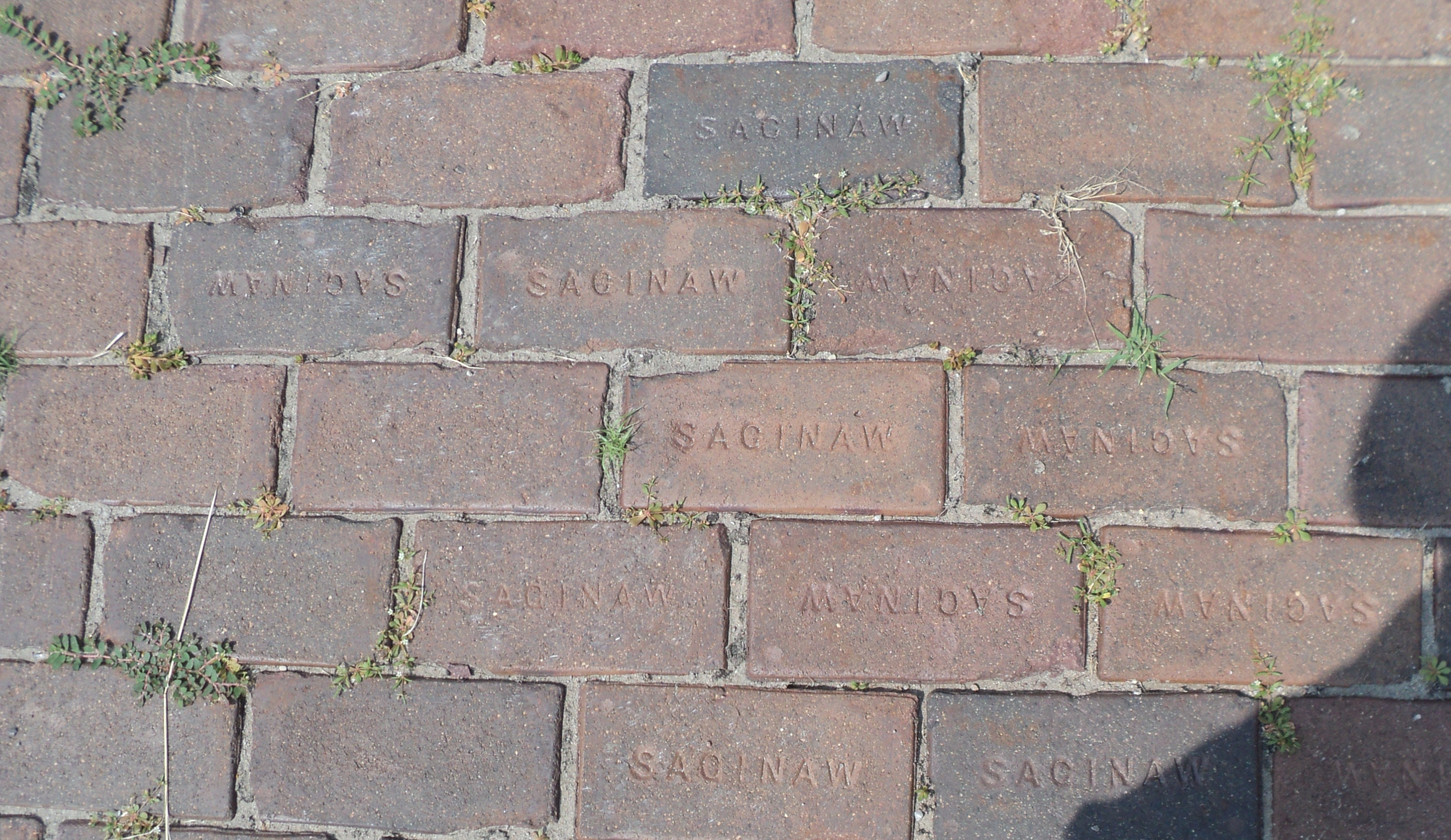
Briques Saginaw, produites au Michigan.

Sur les lieux nous remarquons plusieurs briques estampillées "Saginaw"; produites par la Saginaw Paving Brick Company à Saginaw, Michigan, transportées par les wagons du chemin de fer Père Marquette à travers le Michigan et l'Ontario.
La gare d’Orillia est bien conservée, et sert maintenant comme un kiosque d'information touristique et d’arrêt d’autocar. La Chambre de commerce de la ville est résident de la gare depuis les années 1980; la ville d'Orillia est propriétaire de la gare, mais elle n'est pas un bâtiment patrimonial désigné par la ville. En 2014, Orillia songe à vendre la gare, ou de la protéger comme bâtiment patrimonial.

## Patrimoine ferroviaire
La gare est protégée par la Loi sur la protection des gares ferroviaires patrimoniales du gouvernement canadien, depuis 1993. La ville désigne la gare sous la Partie IV de la Loi sur le patrimoine de l'Ontario depuis 2017 .